# Vencean, Varna
Vencean (în bulgară Венчан) este un sat în comuna Provadia, regiunea Varna,  Bulgaria. 

## Demografie
Componența etnică a satului Vencean
     Nicio identificare (15,32%)
     Bulgari (84,67%)
     Altele (0%)
La recensământul din 2011, populația satului Vencean era de 248 locuitori. Din punct de vedere etnic, majoritatea locuitorilor (84,67%) erau bulgari. Pentru 15,32% din locuitori nu este cunoscută apartenența etnică.